# ドナウの旅人
『ドナウの旅人』（ドナウのたびびと）は、宮本輝の代表的長編小説である。ドナウ川に沿って西ドイツからルーマニアまでの3,000kmを旅する母と年下の愛人、娘とドイツ人の恋人の2組の男女の心境の変化と成長を、旅の途中で出会う異国の人々、風景とともに描く。

## 作品の経緯
- 1982年 宮本輝、『朝日新聞』連載小説執筆のため、東西ヨーロッパから黒海までドナウ川流域を下る6か国（西ドイツ、オーストリア、ユーゴスラビア、ハンガリー、ブルガリア、ルーマニア）へ取材旅行を行う。
- 1983年 『朝日新聞』にて「ドナウの旅人」連載開始（11月5日）
- 1985年 連載終了（5月28日）
- 1988年 新潮文庫から単行本化
- 1988年 1982年の取材旅行の手記「異国の窓から」を発表
- 1989年 テレビ朝日が開局30周年特別番組としてドラマ化

## あらすじ
麻沙子の母・絹子は「ドナウを旅したい」という手紙を娘に残し、夫を捨てて家を出る。絹子は17歳年下の愛人・長瀬道雄とともに西ドイツに向かっていた。麻沙子も母を追って西ドイツに向かい、かつてのドイツ人の恋人シギィと再会する。母と長瀬、そして母を見つけた麻沙子とシギィの4人は、ドナウ川を下る旅に出る。

## テレビドラマ
1989年10月1日と10月2日の2夜連続にわたって、テレビ朝日開局30周年記念ドラマスペシャルとして放送された。
- 演出：深町幸男
- 脚本：市川森一
- 出演 
  - 佐久間良子（絹子役）
  - 麻生祐未
  - 根津甚八
  - アンドレアス・シュポルテリ
  - 河原崎長一郎
  - 杉浦直樹
  - 大滝秀治

ほか